# Les Chemins de Damas (roman)
Les Chemins de Damas est un roman publié par l'écrivain français Pierre Bordage en 2005, dernier tome de la trilogie des prophéties, après L'Ange de l'abîme.

## Synopsis
Une longue guerre vient de se terminer entre les pays musulmans et l'Europe, dévastant tout sur son passage et donnant lieu à des explosions de violence. Jemma décide alors de partir retrouver sa fille, qui a été enlevée avec des milliers d'autres enfants. Elle se rend au-delà de la frontière européenne, vers le mystérieux Moyen-Orient.